# Marquis Hainse
Marquis Hainse (...) è un generale canadese, comandante dell'esercito canadese dal 2013 al 2016 e dal 2016 rappresentante delle forze militari canadesi presso la NATO.

## Biografia
Si è arruolato nell'esercito canadese nel 1977, svolgendo principalmente servizio di ordine pubblico e partecipando nel 1990 alla risoluzione della crisi di Oka. Nel 1996 assunse il comando del contingente canadese distaccato ad Haiti, mentre nel 1998 partecipò alle operazioni di soccorso in Canada in seguito alla tempesta di ghiaccio occorsa nel gennaio di quell'anno.
Nel 2002 prestò servizio nel contingente in Bosnia ed Erzegovina, mentre nel 2007 presiedette le operazioni canadesi in Afghanistan. In seguito ha ricoperto, dal 2013 al 2016, il ruolo di comandante dell'esercito canadese. Dopo il termine del suo mandato, ha assunto il ruolo di rappresentante canadese presso la NATO.